# Seeköpfe
Seeköpfe är en dubbel bergstopp i Österrike. Den ligger i distriktet Landeck och förbundslandet Tyrolen, i den västra delen av landet. Toppen på Seeköpfe är 3 061 meter över havet. Seeköpfe består av Nördlicher Seekopf och  Südlicher Seekopf (i några kartor endast förtecknad som Seekopf). Seeköpfe ingår i bergskedjan Fervall Gruppe.
Den högsta punkten i närheten är Küchlspitze, 3 147 meter över havet, väster om Seeköpfe. Närmaste större samhälle är Ischgl, söder om Seeköpfe. 
Trakten runt Seeköpfe består i huvudsak av alpin tundra, kala bergstoppar och isformationer.